# Rudolf X. Ruter

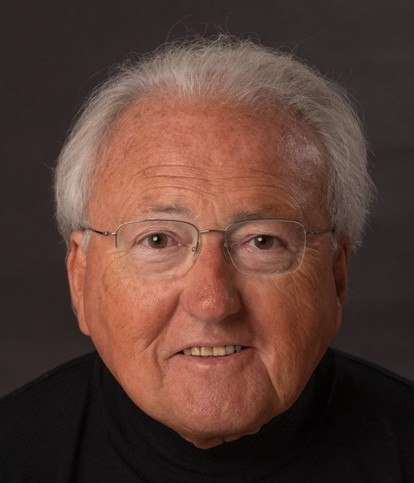
Rudolf X. Ruter

Rudolf X. Ruter (* 18. Dezember 1953 in Krumbach) ist ein deutscher Wirtschaftswissenschaftler, Autor, Steuerberater, Wirtschaftsprüfer und Unternehmensberater. Er ist Experte in Nachhaltigkeit und Corporate Governance, Financial Expert im Sinne des AktG, Mitglied der Expertenkommission Deutsche Public-Corporate-Governance-Musterkodex Mitglied des Beirats Financial Experts Association, Mitglied der Beiräte Baden-Württemberg und der Deutschen Digitalen Beiräte.

## Ausbildung und beruflicher Werdegang
Ruter studierte von 1974 bis 1978 Wirtschaftswissenschaften an der Universität Augsburg und schloss sein Studium als Diplom-Ökonom ab. Von 1978 bis 2002 arbeitete er bei Arthur Andersen (seit 1988 als geschäftsführender Gesellschafter / Partner) und war u. a. zuständig für den Bereich Öffentliche Hand und Verwaltungen (Public Services) und war Mitbegründer des deutschen Public Corporate Governance Kodex. Das Steuerberater-Examen legte Ruter 1982 ab, bevor er 1984 zum Wirtschaftsprüfer bestellt wurde.
Von 2002 bis 2010 war er Partner im Hause von Ernst & Young mit zahlreichen Verantwortlichkeiten: u. a. Leiter des Geschäftsbereichs Public Corporate Governance und Nachhaltigkeit im Hause von Ernst & Young in Deutschland/Österreich/Schweiz und Leiter des Bereichs Business Risk.

## Weitere Funktionen
Ruter war im Jahre 1990 Gründer und bis 2010 der erste Vorsitzende des Chardonnay Freundeskreis Stuttgart.
Er war Gründer und von 2008 bis 2013 Leiter des Arbeitskreises Nachhaltige Unternehmensführung in der Schmalenbach-Gesellschaft für Betriebswirtschaft e.V.
Ruter ist akkreditierter Fachjournalist und Mitglied bei der Bundesvereinigung der Fachjournalisten für den Bereich Corporate Governance und Nachhaltigkeit und ist Autor zahlreicher Fachveröffentlichungen und schrieb regelmäßige Kolumnen im Online-Magazin CFOworld und für die Dachgesellschaft Deutsches Interim Management (DDIM) sowie in der Huffington Post. In zahlreichen Vorträgen hat er sich zu den Themen Nachhaltigkeit und Corporate Governance geäußert. Seit 2020 moderiert er regelmäßig alle 14 Tage den Video / Livestream / Podcast für Aufsichtsräte von Directors Academy.

## Veröffentlichungen (Auswahl)

### Monographien
- Zusammen mit Roderich C. Thümmel: Beiräte in mittelständischen Familienunternehmen. 2. vollständig überarbeitete Auflage, Boorberg Verlag, Stuttgart 2009
- Tugenden eines ehrbaren Aufsichtsrats: Leitlinien für nachhaltiges Erfolgsmanagement. Erich Schmidt Verlag, Berlin 2015
- Wie Sie Beirat oder Aufsichtsrat werden. Voraussetzungen – persönlicher Projektplan – Networking. Erich Schmidt Verlag, Berlin 2016

### Als Herausgeber
- Zusammen mit Karin Sahr und Georg Graf Waldersee: Public Corporate Governance. Ein Kodex für öffentliche Unternehmen. Betriebswirtschaftlicher Verlag Dr. Th. Gabler GmbH, 2005
- Zusammen mit Edeltraud Günther: Grundsätze nachhaltiger Unternehmensführung. Erfolg durch verantwortungsvolles Management. 2. vollständig überarbeitete Auflage, Erich Schmidt Verlag, Berlin 2015
- Zusammen mit Christian Orth und Bernd Schichold: Der unabhängige Finanzexperte im Aufsichtsrat. Überwachungstätigkeit, Qualifikation, Besetzung, Vergütung, Haftung. Schäffer Poeschel, Stuttgart 2013

## Belege
1. ↑  Expertenkommission Deutsche Public-Corporate-Governance-Musterkodex,
2. ↑  Mitglied des Beirats Financial Experts Association e.V (abgerufen am 6. Januar 2017)
3. ↑  Beirat-BW e.V. Von Unternehmern. Abgerufen am 8. Januar 2024.
4. ↑  Ralf Lauterbach: Kurzportrait und Vita von Rudolf X. Ruter. Abgerufen am 8. Januar 2024 (deutsch).
5. ↑  Erster Vorsitzende des Chardonnay Freundeskreis Stuttgart (abgerufen am 6. Januar 2017)
6. ↑  Leiter des Arbeitskreises Nachhaltige Unternehmensführung (abgerufen am 6. Januar 2017)
7. ↑  Fachveröffentlichungen von Rudolf X. Ruter (abgerufen am 6. Januar 2017)
8. ↑  ESG ohne Compliance ist nicht glaubwürdig | DDIM. 6. Dezember 2023, abgerufen am 8. Januar 2024 (deutsch).
9. ↑  Kolumnist der Huffington Post (abgerufen am 6. Januar 2017)
10. ↑  Vorträge von Rudolf X. Ruter (abgerufen am 6. Januar 2017)
11. ↑  LinkedIn / Video / Livestream / Podcast für den Aufsichtsrat – Rudolf X. Ruter. Abgerufen am 22. Oktober 2023.

| Personendaten    | Personendaten                                  |
| ---------------- | ---------------------------------------------- |
| NAME             | Ruter, Rudolf X.                               |
| KURZBESCHREIBUNG | deutscher Wirtschaftswissenschaftler und Autor |
| GEBURTSDATUM     | 18. Dezember 1953                              |
| GEBURTSORT       | Krumbach/Schwaben                              |